# فرودگاه واسکاگانیش
فرودگاه واسکاگانیش (به انگلیسی: Waskaganish Airport) یک فرودگاه همگانی باربری با کد یاتا YKQ است که یک باند فرود شن دارد و طول باند آن ۱۰۷۰ متر است. این فرودگاه در کشور کانادا قرار دارد و در ارتفاع ۲۴ متری از سطح دریا واقع شده است.

## شرکت‌های هواپیمایی و مقصدهای پروازی
| شرکت‌های هواپیمایی | مقصدهای پروازی                                                                                                   |
| ----------------- | --- |
| Air Creebec       | چیبووگاماو/چاپایس، چیساسیبی، ایستمین ریور، کویواراپیک، مونترآل-پییر الیوت ترودو، موسونی، نمیسکو، ول-د ار، ومینجی |